# Adolfo Pinto

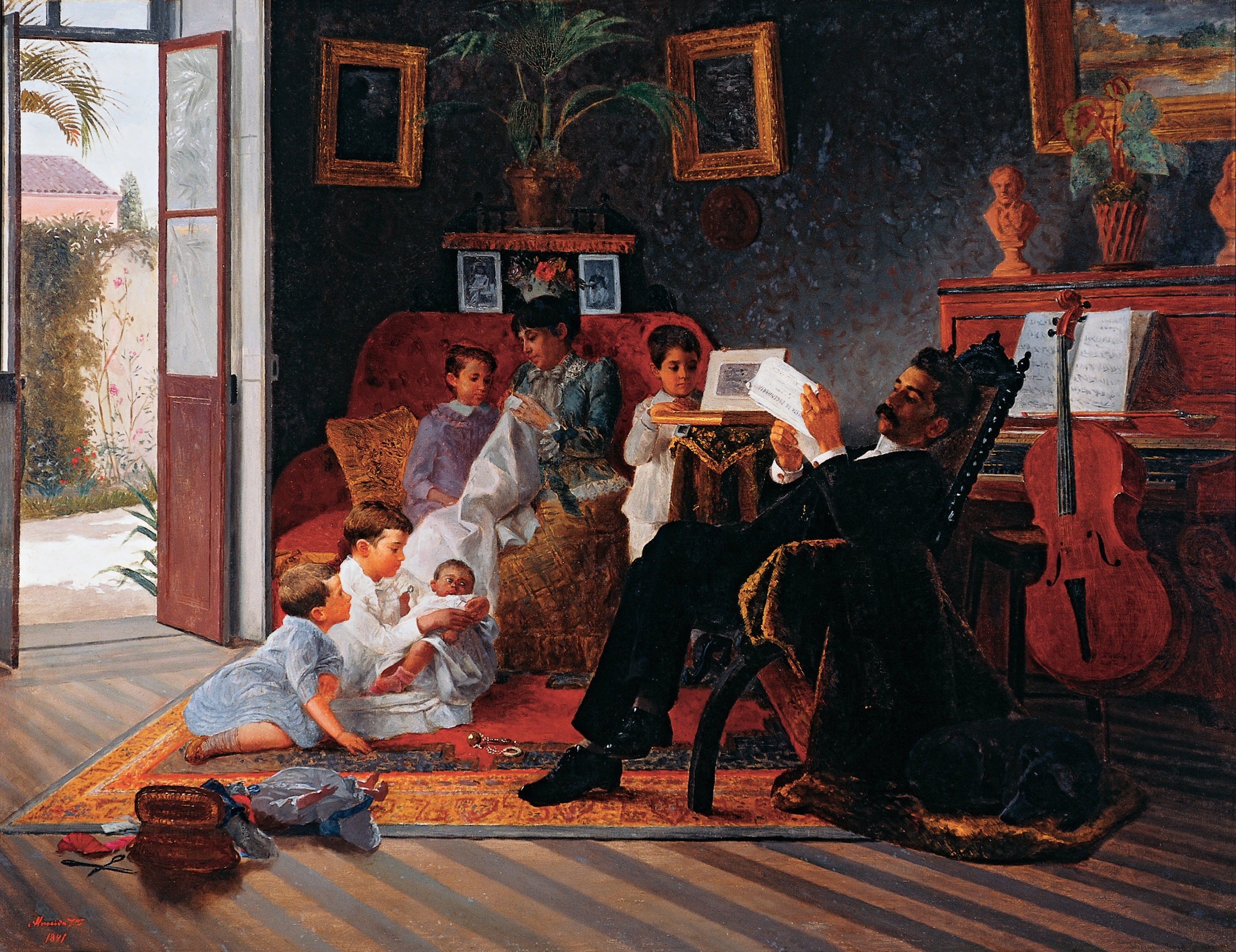
Cena de família de Adolpho Augusto Pinto, de Almeida Júnior (1891).

Adolfo Augusto Pinto (Itu, 22 de abril de 1856 — São Paulo, 27 de fevereiro de 1930) foi um engenheiro e urbanista brasileiro.

## Biografia
Nascido em família de 17 irmãos (era o décimo quarto), iniciou seus estudos com uma suas irmãs, religiosa da Congregação das Irmãs de São José, depois foi o primeiro aluno matriculado no Colégio São Luís, em Itu, o qual, em 1917 transferiu-se para São Paulo, na Avenida Paulista. Posteriormente, Adolpho Pinto iniciou o curso de medicina em Salvador (BA), porém, problemas de saúde impediram a continuação do curso e retornou a São Paulo. Foi estimulado por professores do curso preparatório a seguir a carreira de engenharia. Durante seu curso preparatório, em São Paulo, foi colega de quarto de Rui Barbosa.
Formou-se engenheiro civil pela Escola Politécnica do Rio de Janeiro no ano de 1880 (a Escola Politécnica de São Paulo viria a ser fundada somente em 1893). Logo em seguida, contraiu matrimônio com a sra. Generosa da Costa Liberal e teve 5 filhos, entre eles Dom Gastão Liberal Pinto, bispo de São Carlos e nome eminente na vida eclesiástica brasileira.
Iniciou sua vida profissional como Engenheiro Fiscal da Companhia Cantareira e Esgotos, que estava iniciando o primeiro serviço de distribuição de água na cidade de São Paulo. Em 1885, transferiu-se para exercer o mesmo cargo para a São Paulo Railway, no qual auxiliou a promover uma redução de tarifas e propôs a abertura do pátio do Pari. Em 1888, foi convidado para trabalhar na prestigiosa Companhia Paulista de Estradas de Ferro, para exercer o cargo de Chefe do Escritório Central e Engenheiro Auxiliar da Diretoria, cargo que hoje corresponderia a um Vice-Presidente Administrativo-Financeiro. Permaneceu nesse cargo até sua aposentadoria em 1924, quando foi nomeado Conselheiro da Diretoria, até sua saída definitiva da Paulista em 1928. No exercício do seu cargo foi o responsável por todas as negociações contratuais com o Governo, relacionamento com as outras ferrovias, representante da Paulista em congressos ferroviários, entre outros importantes trabalhos. Foi também o primeiro urbanista do Estado de São Paulo, fundando a cidade de Piratininga, tendo também elaborado, no início do século XX o primeiro plano de urbanização da cidade de São Paulo.
Mecenas, ajudou a vários pintores, tendo sido com Ramos de Azevedo e Altino Arantes responsável pela construção da Pinacoteca de São Paulo. Em seu acervo a Pinacoteca possui o quadro "Cena de Família de Adolpho Augusto Pinto", óleo sobre tela de autoria do pintor ituano Almeida Júnior, seu amigo pessoal. Também teve grande ação religiosa voltada ao catolicismo, do qual era seguidor. Foi condecorado com a Comenda de São Gregório Magno pelo papa Leão XIII por suas ações em benefício da Igreja. Ajudou a fundar o jornal "O São Paulo", por muitos anos órgão oficial da Arquidiocese paulistana e teve seu nome entre os iniciadores e doadores da Catedral de São Paulo.
Foi um dos fundadores da Academia Paulista de Letras. Em 1902 escreveu o livro "História da Viação Pública de São Paulo - Brasil" editado em 1903 pela Livraria Vannorden, que é um clássico da história dos transportes no Estado de São Paulo. Entre alguns de seus outros livros, encontram-se "Na Brecha", coletânea de artigos publicados, "Viajando", sobre suas impressões de viagens aos Estados Unidos e Europa, "O Cais de Santos", acerca do porto de mesmo nome e de algumas de suas mazelas, que constantemente combatia. Em 1970 o Conselho Estadual de Cultura publicou um livro inédito de sua autoria, denominado "Minha Vida" (Memórias de um Engenheiro Paulista), sua autobiografia e complemento indispensável da "Viação Pública", especialmente no tocante à Companhia Paulista, onde ele dá sua visão pessoal de diversos fatos.
Era pai de Gastão Liberal Pinto, que foi bispo de São Carlos.